# 4599 Rowan
A 4599 Rowan (ideiglenes jelöléssel 1985 RZ2) a Naprendszer kisbolygóövében található aszteroida. Henri Debehogne fedezte fel 1985. szeptember 5-én.